# Michiel Mol

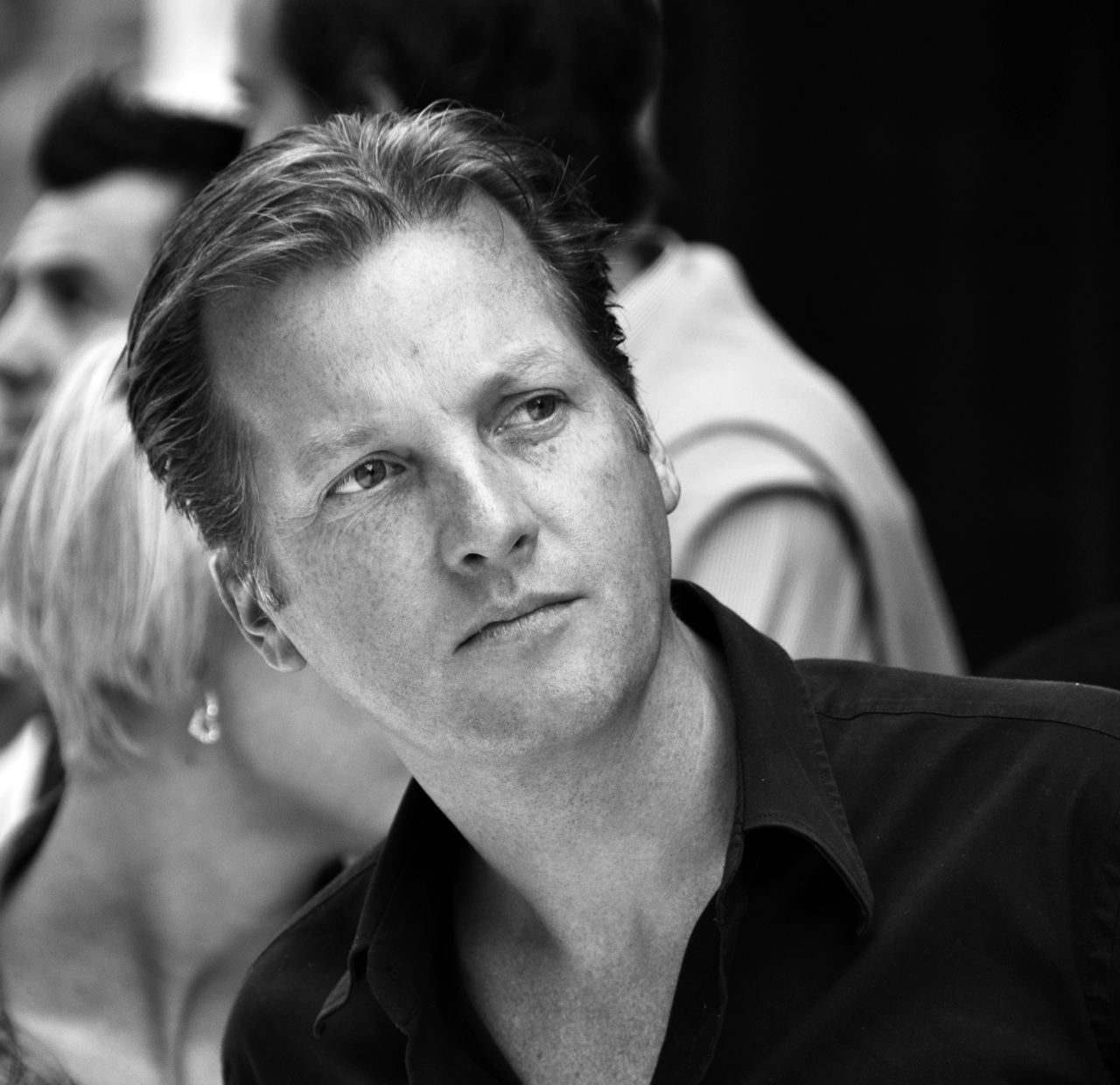
Michiel Mol

Michiel Mol (Delft, 4 augustus 1969) is een Nederlands zakenman, voormalig directeur van Lost Boys en van Spyker F1, een Nederlands Formule 1-team. Zijn laatste onderneming XCOR Aerospace die actief was in de commerciële ruimtevaart ging op 8 november 2017 failliet.

## Biografie
Mol groeide op in een rijke familie. Zijn vader, Jan Mol, was medeoprichter en mede-eigenaar van Volmac, een succesvol softwarebedrijf. Mol junior richtte na zijn studie theoretische wiskunde en informatica aan de Rijksuniversiteit Leiden, samen met twee andere studenten softwarebedrijf Lost Boys op. Mol was tot de overname in 2013 de grootste aandeelhouder van het bedrijf. Terwijl hij directeur van Lost Boys bleef, richtte hij Media Republic op, een bedrijf dat zich richtte op het fabriceren van computerspellen. Ook was hij oprichter van Guerrilla Games, dat in 2006 aan Sony werd verkocht, en medeoprichter van Force Field VR, een bedrijf dat zich toelegt op de ontwikkeling van virtual- en augmented realitytoepassingen.
Mol trouwde in juli 2004 met Paulien Huizinga, voormalig Miss Universe Nederland. Samen kregen ze een dochter en een zoon. Op 3 augustus 2011 werd bekend dat Huizinga en Mol na een huwelijk van zeven jaar gingen scheiden. Mol leerde daarna Marlous Mens, dochter van makelaar en tv-presentator Harry Mens, kennen en zij kregen samen op 3 juni 2015 een dochter, Maaike. Het stel is op zaterdag, 2 juni 2018 in het geheim bij Cernobbio aan het Comomeer in Italië getrouwd.

### Formule 1
Zijn eerste contact met de Formule 1 was in 1999, toen Lost Boys sponsor werd van Jos Verstappen.
Nadat Verstappen de Formule 1 verliet, ging Mol Christijan Albers financieel ondersteunen. Onder zijn leiding kocht een groep investeerders zich in Spyker Cars in en namen het Midland F1-team over.
Mol was een grootaandeelhouder in Spyker Cars en werd in september 2006 benoemd tot directeur van dat bedrijf, voor een periode van vier jaar.
Op 14 augustus werd bekend dat Mol als CEO aftrad bij zowel Spyker Cars als Spyker F1. De reden hiervan was dat het team mogelijk na een jaar alweer zou worden verkocht in verband met de tegenvallende financiële resultaten bij Spyker Cars en Spyker F1. Mol zou een van de geïnteresseerden zijn om het Formule 1-team te kopen. Hij benadrukte dat verkoop een van de opties zou kunnen zijn. Mol werd bij Spyker (voorlopig) opgevolgd door vicevoorzitter Hans Hugenholtz jr. Later sprak Hugenholtz het bericht tegen: "Dat is weer zo'n verzinsel van de pers. Wat juist is, is dat Mol is afgetreden als CEO. En ik ben zijn opvolger. En de reden daarvoor is omdat Mol een groter aandeel wil kopen in het Formule 1-team. Omdat je als CEO dan mogelijk een conflict of interest hebt, heeft hij ervoor gekozen af te treden als CEO. Het Spyker Formule 1-team is er en zal ook blijven bestaan."
Op 2 september 2007 maakte Spyker bekend dat een consortium van Mol, zijn vader Jan Mol en de Indiase zakenman Vijay Mallya het Spyker Formule 1-team overneemt voor een bedrag van 80 miljoen euro.
De naam van het team werd kort daarna veranderd in Force India.